# Uromastyx princeps
Uromastyx princeps är en ödleart som beskrevs av  O’shaughnessy 1880. Uromastyx princeps ingår i släktet dabbagamer, och familjen agamer. Inga underarter finns listade i Catalogue of Life.